# Yazid Mansouri
Yazid Mansouri, född 25 februari 1978 i Revin, Frankrike, är en algerisk före detta fotbollsspelare.

## Klubbkarriär
Yazid Mansouri kom till Le Havre som 17-åring där han under dom två första åren spelade i reservlaget. Han gjorde sin debut i Ligue 1 säsongen 1997/1998 då han kom in i andra halvlek i premiären mot Marseille. Efter att mest ha fått agera inhoppare så slog Mansouri in sig i startelvan under säsongen 1999/2000, och gjorde totalt 134 matcher för klubben i Ligue 1 och Ligue 2.
I början av säsongen 2003/2004 blev Mansouri utlånad till Coventry City efter att ha imponerat under ett provspel. Mansouri gjorde 14 matcher under första halvan av säsongen innan han mot klubbens vilja åkte för att spela Afrikanska Mästerskapet med Algeriet. Coventry ansåg att Mansouri inte gav 100% för klubben och valde att avsluta hans kontrakt i förtid.
Sommaren 2004 skrev Mansouri på för Ligue 2 klubben LB Châteauroux där han under två säsonger spelade 63 matcher och gjorde två mål. Säsongen 2005/2006 var han dessutom klubbens lagkapten. 2006 gick Yazid Mansouri till FC Lorient, där han under fyra år gjorde 112 matcher. 2010 skrev han på för Al-Sailiya i Qatar, men efter endast en säsong gick Mansouri till CS Constantine i hemlandet Algeriet där han avslutade karriären.

## Internationell karriär
Yazid Mansouri gjorde sin debut för Algeriet i träningsmatcher mot FC Zürich och Troyes 1999. Sin första officiella landskamp kom mot Frankrike 6 november 2001. Mansouri var med i Algeriets trupp till Afrikanska Mästerskapet 2002, 2004 och 2010, där Algeriet kom fyra.
Mansouri var även med i truppen till VM 2010, där han var lagkapten. Dessvärre så spelade inte Mansouri någonting i hela turneringen på grund av dålig form. Strax efter turneringens slut så meddelade Mansouri att han slutar i landslaget.